# Rich Kids
Rich Kids er en dansk ungdomsdramafilm fra 2007 instrueret og skrevet af Rune Bendixen og produceret af Regner Grasten. Filmfotograffen er Morten Bruus. Rich Kids afspejler en uge i det hektiske liv, hvor de ekstremt velhavende unge nord for København lever. Filmen viser primært deres store behov for sex, fester, alkohol og stoffer.

## Medvirkende
- Marc – Søren Bregendal
- Simon – Sebastian Jessen
- Hanne – Cathrine M. Bjørn
- Sofie – Katharina Damm
- Alexander – Louis Meyer
- Anja – Frederikke Cecilie Bertelsen
- Patricia – Sofie Bøje Nielsen
- Luise – Mette Gregersen
- Franz – Benjamin Lorentzen
- Garderobepige - Mette Veronica Jensen

## Modtagelse
Rich Kids blev af størstedelen af anmelderne udskældt for filmens manglende troværdighed, til trods for at den hævder at bygge på faktiske begivenheder.